# 雅莱拉克
雅莱拉克（法語：Jaleyrac，法語發音：[ʒaleʁak]）是法国康塔尔省的一个市镇，属于莫里亚克区。

## 地理
雅莱拉克（45°15'51"N, 2°22'13"E）面积16.86 平方千米，位于法国奥弗涅-罗讷-阿尔卑斯大区康塔爾省，该省份为法国中南部省份，位于法國中央高原中心，北起科雷兹省、上盧瓦爾省和多姆山省，西接洛特省和科雷兹省，南至阿韦龙省和洛特省，东临上盧瓦爾省和洛泽尔省。
与雅莱拉克接壤的市镇（或旧市镇、城区）包括：阿尔什、巴西尼亚克、梅阿莱、苏尔尼亚克、韦里耶尔、勒维让。

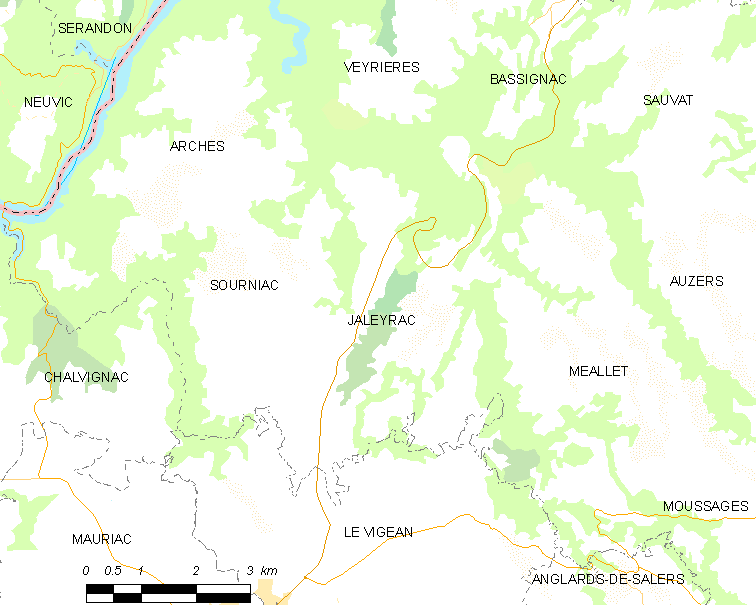
雅莱拉克的OSM定位图

雅莱拉克的时区为UTC+01:00、UTC+02:00（夏令时）。

## 行政
雅莱拉克的邮政编码为15200，INSEE市镇编码为15079。

## 政治
雅莱拉克所属的省级选区为伊德县。

## 人口

1962-2008年间雅莱拉克人口变化图示

雅莱拉克于2022年1月1日时的人口数量为360人。